# Rosendo Alvarez Gastón

Wappen von Rosendo Álvarez Gastón.

Rosendo Alvarez Gastón (* 10. August 1926 in Mués; † 3. Februar 2014) war ein spanischer Geistlicher und Bischof von Almería.

## Leben
Rosendo Alvarez Gastón empfing am 22. Juli 1951 die Priesterweihe.
Papst Johannes Paul II. ernannte ihn am 16. November 1984 zum Bischof von Jaca. Der Apostolische Nuntius in Spanien, Antonio Kardinal Innocenti, spendete ihm am 12. Januar des nächsten Jahres die Bischofsweihe; Mitkonsekratoren waren Gabino Díaz Merchán, Erzbischof von Oviedo, und Rafael González Moralejo, Bischof von Huelva. 
Am 12. Mai 1989 wurde er zum Bischof von Almería ernannt. Am 15. April 2002 nahm Papst Johannes Paul II. sein altersbedingtes Rücktrittsgesuch an.